# 蒲田八幡神社

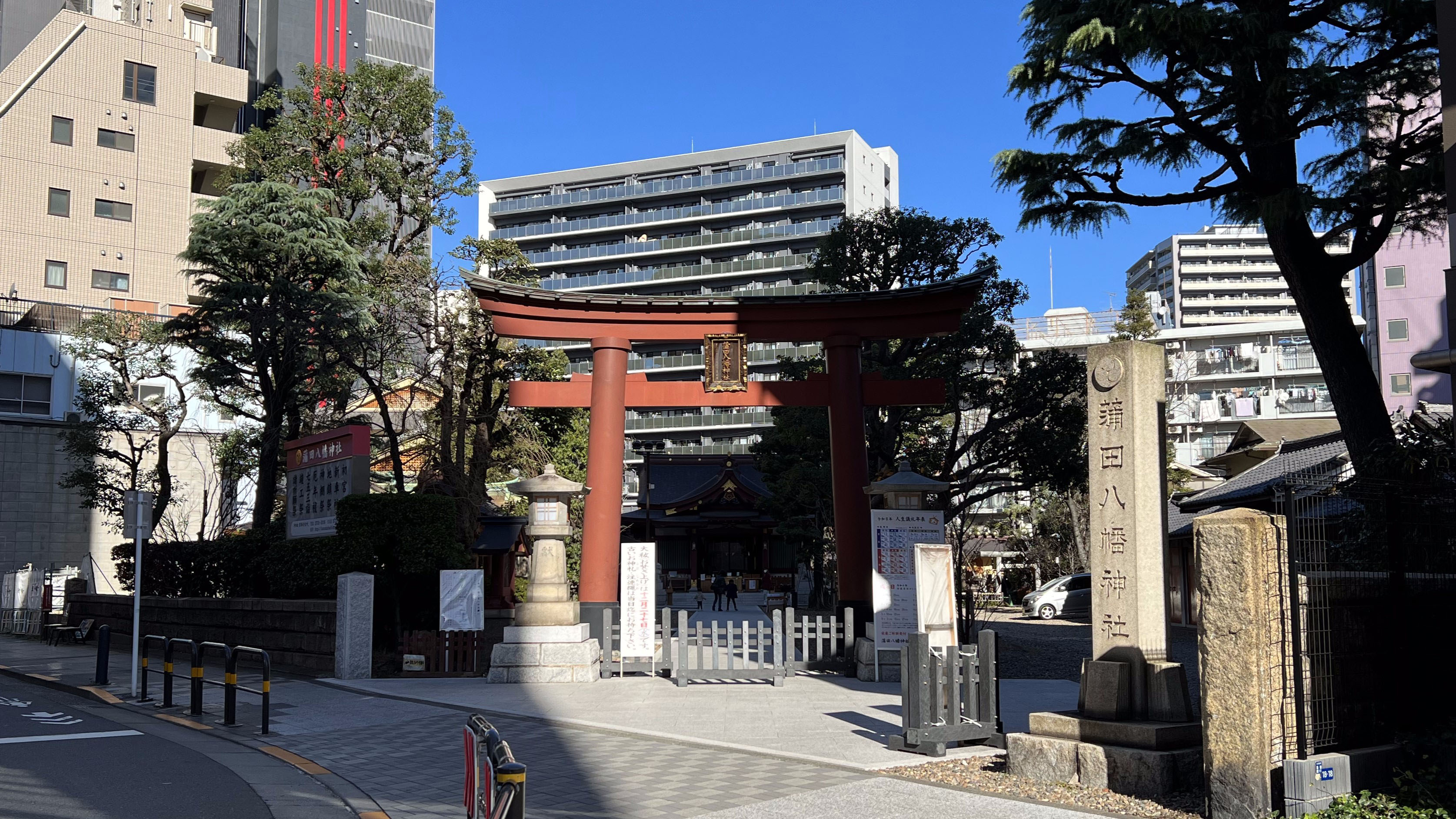
鳥居

蒲田八幡神社（かまたはちまんじんじゃ）は、東京都大田区蒲田四丁目にある神社。旧・蒲田新宿村の鎮守。登記上の宗教法人名称は八幡神社（はちまんじんじゃ）。

## 歴史
創建は不詳であるが、同社や東京都神社庁によると、境内に小円墳があったこと、言い伝えや伝説、史実などから、相当古くから聖地として村人の信仰の場であったものと思われる、とされている。
荏原郡蒲田村より新宿分村に当たり、鎮守の神として、薭田神社から行基作の神体三座のうち、春日の像一体を分かち祀ったところ、霊験あらたかであったといい、その分村の時期は諸説あるものの、1600年（慶長5年）を同社の鎮座と推定し、2000年に御鎮座400年祭を行った。なお、春日の像は、明治時代の神仏分離によって別当寺であった妙安寺に移されたが、第二次世界大戦の戦災によって消失した。
戦後、通称を新宿八幡神社から蒲田八幡神社に改称した。

## 祭神
- 誉田別命（15代 応神天皇）

## 例祭
- 8月8日前後の土・日曜日

## 境内社
- 天祖神社
- 稲荷神社

## 兼務社
- 薭田神社
- 椿神社（宗教法人格なし）
- 御園神社
- 女塚神社
- 北野神社

## 交通
- 京急蒲田駅より徒歩2分[4]
- 蒲田駅より徒歩15分[4]

## 関連文献
- 「新宿村 八幡社」『新編武蔵風土記稿』 巻ノ41荏原郡ノ3、内務省地理局、1884年6月。NDLJP:763981/27。